# Unterer Pfarrhof
Der Pfarrhof in Thalmässing, eines Marktes im mittelfränkischen Landkreis Roth, wurde im 18. Jahrhundert errichtet. Der Pfarrhof in der Münchner Straße 7 ist ein geschütztes Baudenkmal und beherbergt den Pfarrer der unteren Pfarrei St. Gotthard.
Das zweigeschossige Pfarrhaus, das mit der Jahreszahl 1730 bezeichnet ist, ist ein Putzbau mit Walmdach, Eckrusitka und Aufzugsgaube.
Der ehemalige Pfarrstadel ist ein erdgeschossiger Putzbau mit Steilsatteldach, Fachwerkgiebel und einseitigen Krüppelwalm aus dem 18. Jahrhundert.
Die Einfriedung, eine verputzte Steinmauer aus 18. Jahrhundert mit zwei Torpfeilern, ist erhalten.
In Thalmässing gibt es auch den Oberen Pfarrhof.